# Nostra signora delle tenebre
Nostra signora delle tenebre (Our Lady of Darkness, pubblicato anche come The Pale Brown Thing) è un romanzo horror del 1977 di Fritz Leiber.
Fu pubblicato originariamente in forma più breve col titolo The Pale Brown Thing nella rivista The Magazine of Fantasy and Science Fiction nel febbraio 1971.
È considerato uno dei migliori romanzi horror di Leiber - che contribuì con questa e altre opere a definire il futuro genere dell'urban fantasy - e vinse un World Fantasy Award come miglior romanzo nel 1978.

## Trama
Franz Westen scrive racconti horror per una serie televisiva. Non ancora del tutto uscito da una crisi profonda, dovuta alla morte della giovane moglie, una sera, affacciandosi dalla finestra del suo appartamento di San Francisco, vede sulla collina prospiciente una sinistra figura. Inizia così per il protagonista un incubo metropolitano, legato ad vecchio libro che postula l'esistenza dei "paramentali", esseri mostruosi e infidi, il cui habitat naturale sono proprio le moderne megalopoli.

## Edizioni
- Fritz Leiber, Nostra signora delle tenebre, traduzione di Roberta Rambelli, Fantacollana, Editrice Nord, 1980,  p. 210.